# Farád
Farád è un comune di 1 914 abitanti situato nella contea di Győr-Moson-Sopron, nell'Ungheria nordoccidentale.